# الانصهار الفقاعي

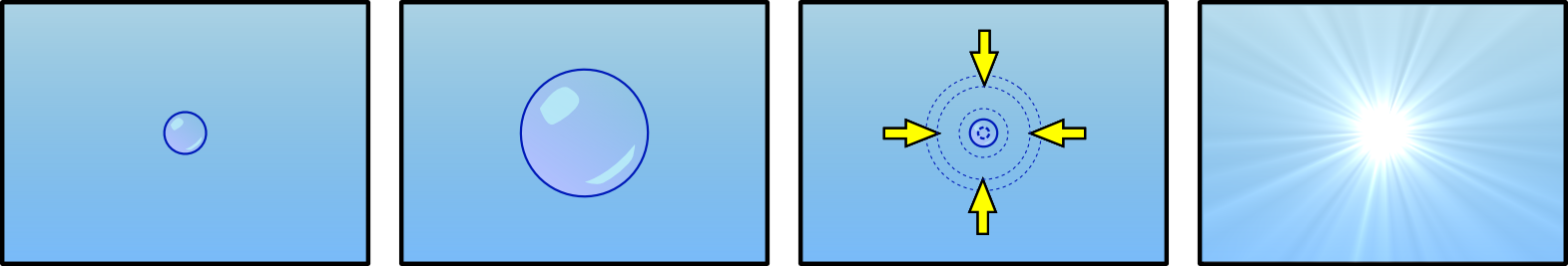
من اليسار إلى اليمين: تشكل الفقاعة ؛ توسع بطيء انكماش سريع ومفاجئ حدث الاندماج المزعوم.

اندماج الفقاعة هو الاسم غير التقني للاندماج النووي التفاعل المفترض حدوثه في الداخل كبير بشكل غير عادي فقاعات الغاز المنهارة التي تنشأ في سائل أثناء التجوُّف الصوتي . الاسم الأكثر تقنية هو الاندماج الصوتي .
في عام 2002 تم صياغة المصطلح مع إصدار تقرير من قبل روسي تاليارخان والمتعاونين الذين اعوا أن لديهم لوحظ وجود دليل على سونوفوسيون . تم المطالبة بسرعة محاطا بالجدل، بما في ذلك ادعاءات تتراوح بين خطأ تجريبي للاحتيال الأكاديمي . المنشورات اللاحقة مدعيا التحقق كانت أيضا مثيرة المستقل من الجدل .وجد
في النهاية، وجد تحقيق أجرته جامعة بورد ذلك كان تاليارخان قد تورط في تزوير المستقل التحقق، وتضمنت طالبا كمؤلف على على ورقة عندما لم يكن قد شارك في البحث . كان تم تجريده من منصبه بعد ذلك . أحد مموليه، قام مكتب البحوث البحرية بمراجعة تقرير بورد ومنعه من التمويل الفيدرالي لمدة 28 شهرا .

## التجارب الأصلية

جهاز Sonofusion يستخدمه روسي تاليارخان. 1. مضخة فراغ 2. وميض سائل 3. مصدر النيوترون 4. مولد الموجات الصوتية 5. غرفة الاختبار بالسائل 6. ميكروفون 7. أنبوب المضاعف الضوئي 8. تصطدم ذرتان من الديوتيريوم 8 أ. حدث اندماج محتمل ينتج الهيليوم والنيوترون 8 ب. حدث اندماج محتمل ينتج عنه التريتيوم والبروتون

تظهر براءة الاختراع الأمريكية رقم 4,333,796 التي قدمها هيو فلين في عام 1978 ليكون أول مرجع موثق لنوع الموجات الصوتية رد فعل .
في 8 مارس 2002 من المجلة المحكمة العلوم، روسي وزملائه في أوك أفاد مختبر ريدج الوطني أن الصوت أجريت تجارب التجويف باستخدام الأسيتون المذاب قياسات التريتيوم ومخرجات النيوترونات بما يتفق مع حدوث الانصهار .انبعاث النيوتريات تم الإبلاغ أيضا تزامنه مع اللمعان الصوتي النبض، وهو مؤشر رئيسي على أن مصدره كان اندماجا بسبب الحرارة والضغط داخل الفقاعات المنهارة .

## فشل أوك ريدج في النسخ المتماثل
كانت النتائج مذهلة للغاية، لدرجة أن أوك ريدج ناشيونال سأل المختبر باحثين مستقلين، لتكرار التجربة باستخدام المزيد معدات متطورة للكشف عن النيوترونات . أبلغوا ذلك كان إطلاقا النيوترونات متسقا مع عشوائي صدفة B6 دحض من تاليارخان والاخر جادل مؤلفو التقرير الأصلي بأن شبير وفشل تقرير في حساب اختلافات كبيرة في الاعداد التجريبي، بما في ذلك أكثر من بوصة من التدريع بين كاشف النيوترون والتلألؤ بالموجات فوق الصوتية الأسيتون . وفقا لتاليارخان، عندما يكون ذلك مناسبا بالنظر إلى هذه الاختلافات، كانت النتائج متوافقة مع الانصهار .
في وقت مبكرا من عام 2002 ، بينما كان العمل التجريبي لا يزال في التقدم، آرون جالونسكي من جامعة ولاية ميتشيغان، في رسالة أعرب عن شكوك حول ادعاء قدمه فريق تاليارخان . في رأي جالونسكي، كانت النيوترونات المرصودة عالية في الطاقة بحيث لا يمكن الحصول عليها من تفاعل اندماج الديتوريوم والديوتيريوم (د-د) في ردهم .(منشور على نفس الصفحة ) مفصل الحجج تاليارخان قدمه فريق المضاد وخلث إلى أن الطاقة كانت قريبة تفاعل بشكل معقول من المتوقع الانصهار .
في فبراير 2005 تم عرض السلسلة بتكليف اثنين من كبار هورزن الوثائقية الباحثين في اللمعان الصوتي، سيث بوترمان وكينيث سوسليك، للتكاثر عمل تاليارخان . باستخدام معلمات صوتية مماثلة، الاسيتون المذاب، تنوي الفقاعة المماثل، والكثير في فبراير المعان لد الباحثون . جهاز أكثرا تطورا للكشف عن النيوترونات، الباحثون لا يمكن العثور على أي دليل تفاعل الاندماج .

## التقارير اللاحقة للنسخ المتماثل
في عام 2004 ، تم نشر تقاريرجديدة عن اندماج الفقاعات من قبل مجموعة تليارخان زاعمة أن نتائجها سابقة تم تكرار التجارب تحت ظروف أكثر صرامة ظروف تجريبية اختلفت هذا النتائج عن تم الادعاء بحدوث النتائج الأصلية في هذا الاندماج في هذا الاندماج لفترة أطول مرات مما ذكرت سابقا . هذا التقرير الأصلي فقط ادعى انبعاث النيوترونات من انهيار الفقاعة الأولي بعد توي الفقاعة، في حين ادعى التقرير انبعاث النيوترونات عدة دورات صوتية في وقت لاحق .
في يوليو 2005 ، اثنان من طلاب تاليارخان في بيرد نشرت الجامعة أدلة تؤكد النتيجة السابقة . لقد استخدموا نفس الغرفة الصوتية، نفس الديوتيد سائل الأستيون ونظام تنوي فقاعي مماثل . في هذا التقرير محاولة أثار مقال في الطبيعة قضايا حول صحة البحث والشكاوى الواردة من بيردو الزملاء (انظر التحليل الكامل في مكان آخر في هذه الصفحة ) رفعت اتهامات بسوء السلوك، وجامعة بوردو فتح تحقيق .وخلص في عام 2008 إلى أن كان يجب أن يظهر اسم تاليارخان في قائمة المؤلفين بسبب مشاركته العميقة العديد من خطوات البحث، أنه أضاف مؤلفا واحدا لم يفعل ذلك حقا شارك في الورقة للتغلب على انتقادات أحد المراجع، وأن هذا كان جزءا من محاولة لتزوير السجل العلمي بتأكيد مستقل تأكيد . لم يتطرق التحقيق إلى صحة النتائج التجريبية .
في يناير 2006 ، نشرت ورقة في مجلة رسائل تاليارخان بالتعاون مع أفاد باحثون معهد في يذاير دليل ذو دلالة إحصائية على الاندماج .
في نوفمبر 2006 ، في خضم الاتهامات المتعلقة معايير تاليارخان، عالمان مختلفان زار مختبر أبحاث السوائل المستقرة في جامعة بوردو لقياس النيوترونات باستخدام معدات تاليارخان . الدتور إدوارد فورينجز والطلاب الجامعين ديفيد روبينز وقدم جاناثان مارتن من جامعة اثنين أوراق في الاجتماع الشتوي للجمعية النووية الأمريكية أن ذكرت تكرار انبعاث النيوترونات . التجريبية كان الاعداد مشابها للتجارب السابقة من حيث انه استخدم ملف خليط من الأسيتون منزوع الدهن والبنزين المذاب .رباعي كلورو الايثلين ونترات اليورانيل . بشكل ملحوظ، ومع ذلك تعمل بدون مصدر نيوتروني خارجي وتستخدم اثنين أنواع أجهزة الكشف عن النيوترونات .ادعوا التلألؤ السائل قام الكاشف بقياس مستويات النيوترونات عند 8 انحرافات معيارية فوق مستوى الخلفية، بينما تم قياس أجهزة الكشف عن البلاستيك مستويا عند 3.8 انحرافات معيارية فوق الخلفية . متى تم إجراء نفس التجربة مع غير ديوتيد سائل التحكم، كانت القياسات ضمن معيار واحد انحراف الخلفية، مما يدل على أن إنتاج النيوترونات لم يحدث إلا أثناء تجويف ساءل المفسد .ويليام إم بوج، أستاذ فيزياء الفخري في جامعة تيميسي سافر أيضا إلى مختبر تاليارخان لتكرار التجربة بمعداته . كما أفاد انبعاث النيوترونات باستخدام كاشفات النيوترونات البلاستيكية . وادعى تاليارخان أن هذه الزيارات تعتبر مستقلة مكررات من قبل الخبراء، ولكن أدرك لاحقا أنه لم يكن خبيرا، وقال بوج لاحقا إن تاليارخان أجرى التجارب

## تقريرالطبيعة
في مارس 2006 ، نشرت مجلة الطبيعة تقريرا خاصا أطلق عليه اسم التشكيك في صحة نتائج بوردو التجارب .يقتبس التقرير عن بريان نارانجو جامعة كاليفورنيا، لوس انجليس لتأثير ذلك النيوترون طيف الطاقة الذي ورد في ورقة 2006 من قبل تاليارخان وآخرون . كانت غير متوافقة إحصائيا مع النيوترونات التي تنتجها تفاعل الانصهار المقترح وبدلا من ذلك متسق للغاية مع النيوترونات الناتجة عن الاضمحلال الاشعاعي لكاليفورنيوم 252، وهو نظير شائع الاستخدام كمصدر نيوتروني معمل .